# Eduard Bohlen

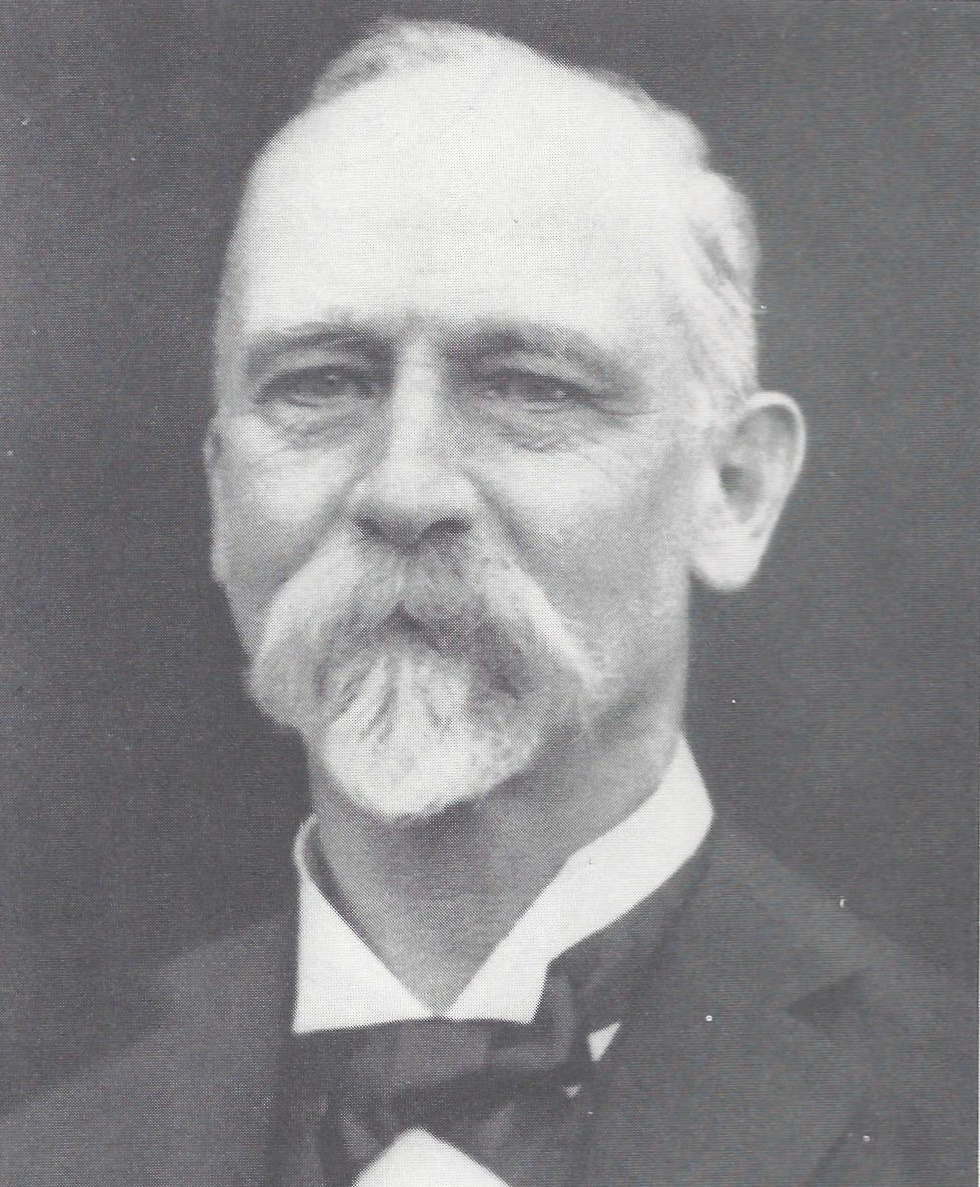
Eduard Bohlen

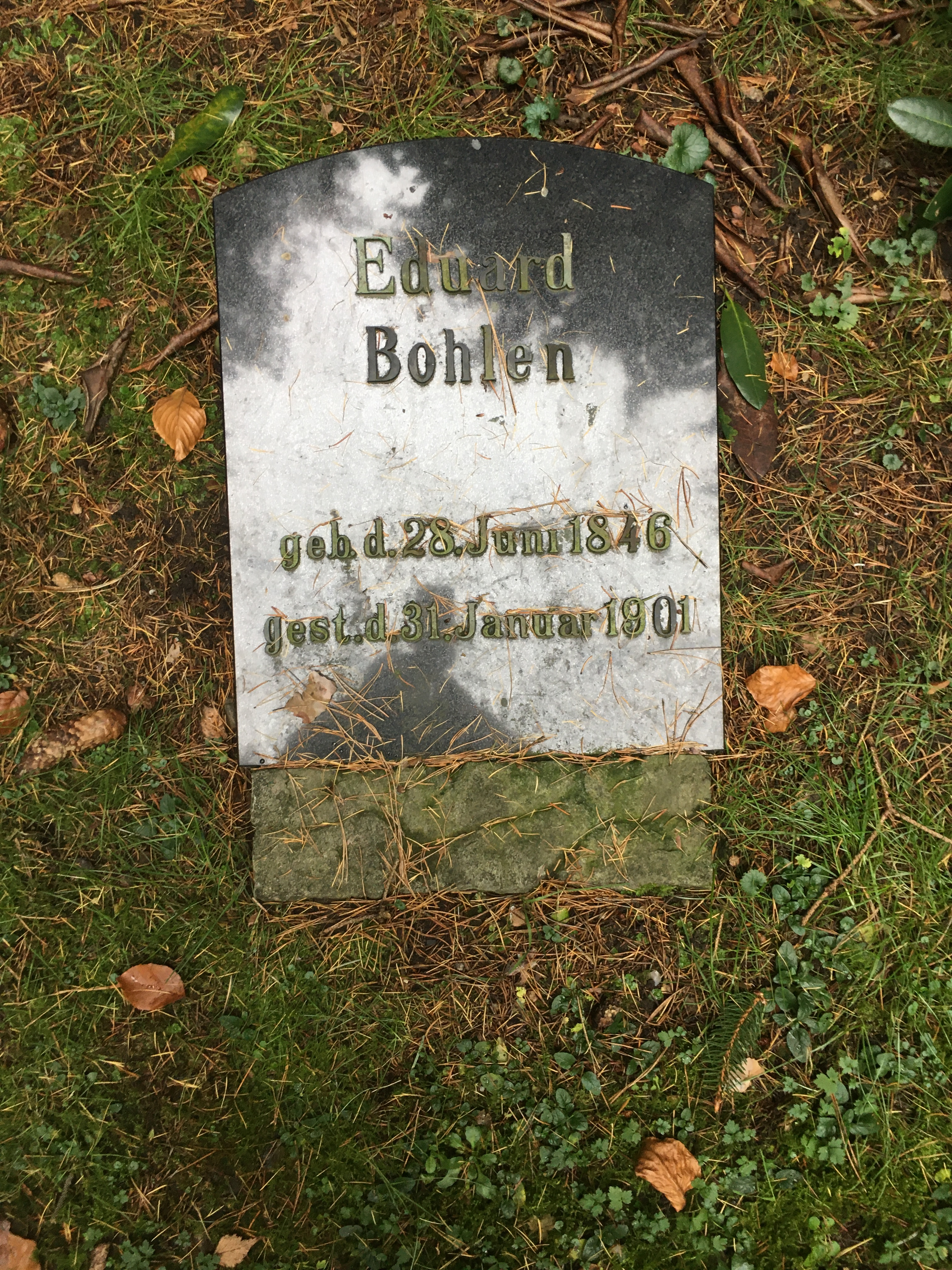
Kissenstein in der Familiengrabstätte auf dem Friedhof Ohlsdorf im Planquadrat Q 24

Eduard Bohlen (* 28. Juni 1846 in Hamburg; † 31. Januar 1901 ebenda) war ein deutscher Reeder und Konsul.
Er war seit 1877 mit Luise Friederike (Lulu) Woermann verheiratet. Sie war die Tochter von Carl Woermann, einem Hamburger Übersee-Kaufmann und Gründer des Küstendienstes der Woermann-Linie an der westafrikanischen Küste, aus der 1885 die Woermann-Linie hervorging. 1880 – im Todesjahr von Carl Woermann – wurde er Teilhaber der Reederei. In den 1890er Jahren wurde Bohlen Mitglied der Handelskammer Hamburg. Mit Eduard Woermann (1863–1920) leitete er in den 1890er Jahren die Deutsche Ost-Afrika Linie.
Die gemeinsame Tochter von Eduard Bohlen und Lulu, geb. Woermann, Thekla Aline Bohlen (1879–1933) ehelichte den Sohn von dem Schiffbauer und Reeder Martin Garlieb Amsinck, Arnold Amsinck, der 1916 Vorstandsvorsitzender der Woermann-Linie und der Deutschen Ost-Afrika Linie wurde.
Von 1892 bis 1900 war Bohlen Generalkonsul des Kongo-Freistaates.
Nach ihm wurde das Schiff Eduard Bohlen benannt.
Eduard Bohlen wurde in der Familiengrabstätte Woermann/Bohlen auf dem Friedhof Ohlsdorf beigesetzt. Sie befindet sich nordwestlich des Gartens der Frauen.